# パーティー・ネクスト・ドア
パーティー・ネクスト・ドア（PartyNextDoor、1993年7月3日 - ）は、カナダの歌手、ソングライター、音楽プロデューサーである。彼は2013年にドレイクのレーベル「OVO Sound」（ワーナー・レコード傘下）と契約した最初のアーティストである。本名はジャロン・アンソニー・ブラスウェイト。

## 来歴
同年7月にセルフタイトルのデビューEP『PartyNextDoor』をリリースし、批評家から高評価を受けた。
翌年の2014年には、デビュー・スタジオ・アルバム『PartyNextDoor Two』を発表し、ドレイクをフィーチャーしたシングル「Recognize」がRIAA（アメリカレコード協会）からダブルプラチナ認定を受けるなどの成功を収めた。2016年の2作目のアルバム『PartyNextDoor 3』では、Billboard 200で最高3位を記録し、シングル「Come and See Me（ドレイクとのコラボ）」および「Not Nice」がCanadian Hot 100とBillboard Hot 100に初チャートインした。
2020年には3作目のアルバム『Partymobile』をリリースし、商業的に成功を収めた。このアルバムには、ドレイクをフィーチャーした「Loyal」と、リアーナとのコラボ曲「Believe It」といった自身最高位のヒットシングルが収録されている。
2024年には4作目のアルバム『PartyNextDoor 4』を発表し、商業的・批評的に評価が分かれる結果となった。さらに、2025年2月にはドレイクとのコラボアルバム『Some Sexy Songs 4 U』をリリースした。
また、彼はアーティストとしてだけでなくプロデューサーやソングライターとしても活躍し、多くのアーティストの楽曲制作に携わっている。彼が手掛けた楽曲には、リアーナの2016年のシングル「Work」（Billboard Hot 100で1位）や、DJキャレドの2017年のシングル「Wild Thoughts」（同チャートで2位）などがある。その他にも、カニエ・ウェスト、アッシャー、クリスティーナ・アギレラ、ポスト・マローン、City Girls、ニーヨ、ジャスティン・スカイ、パク・ジェボムなどのアーティストの作品に貢献している。

## 幼少期
ジャロン・アンソニー・ブラスウェイトは1993年7月3日、カナダのオンタリオ州ミシサガで生まれた。父親はトリニダード系、母親はジャマイカ系の出身である。ブラスウェイトは幼少期から教会で母親と共に聖歌隊で歌っており、それが自身の音楽のルーツだと語っている。
高校時代、彼は自宅の寝室で音楽制作を始め、レコード会社やクリエイティブディレクターに自身の楽曲を送っていたが、彼らは彼のアーティストとしてのビジョンを理解しなかった。これがきっかけで、彼は自ら音楽をプロデュースするようになった。
ブラスウェイトはApplewood Heights Secondary Schoolに通っていたが、16歳のときに中退し、音楽キャリアを追求するためロサンゼルスへと移った。その後、「Jahron B.」という名前でMyspaceに楽曲を投稿し始めた。当時、彼の生活費はマネージャーが負担しており、母親からは食費として2週間ごとに50ドルを送ってもらっていた。

## キャリア

### 2006年 - 2015年: キャリアの始まりとデビューアルバム
本名のJahron・B名義でエレクトロを取り入れたR&Bを制作していた彼は、18歳のときにWarner Chappellとソングライターとして契約を結び、「PartyNextDoor」という名前で活動を始めた。
2013年7月1日、デビュー・ミックステープ『PartyNextDoor』をiTunes Storeでリリース。この作品はBillboard Heatseekers Albumsチャートで6位にランクインし、初週2,000枚を売り上げた。また、Top R&B/Hip-Hop Albumsチャートでは2013年7月20日付で最高34位を記録した。さらに、彼はドレイクの3rdアルバム『Nothing Was the Same』の収録曲「Own It」と「Come Thru」にバックコーラスとして参加した。
2014年7月30日には、1stスタジオ・アルバム『PartyNextDoor Two』をリリース。「Her Way」「FWU」「East Liberty」、そしてドレイクをフィーチャーしたシングル「Recognize」などが収録された。
同年12月3日には4曲入りのEP『PNDColours』を発表た。その続編となる『Colours 2』を2017年にリリースされた。さらに2015年には、ドレイクのアルバム『If You're Reading This It's Too Late』に収録された「Legend」「Preach」「Wednesday Night Interlude」の3曲をプロデュースした。

### 2016年 - 2020:PartyNextDoor 3、Partymobile、Partypack

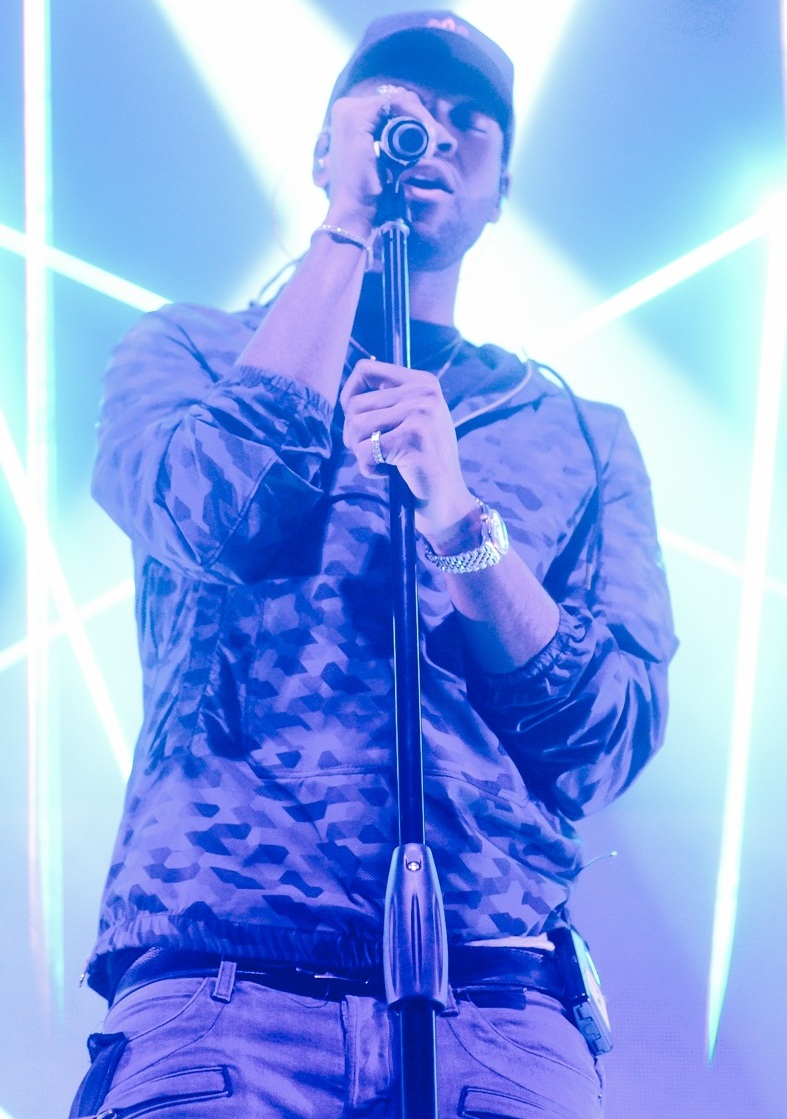
パーティー・ネクスト・ドア（2016年）

2016年1月27日、リアーナが8thアルバム『Anti』からリードシングル「Work」をリリース。PartyNextDoorはこの曲のソングライターとして初の全米1位を獲得した。この曲はBillboard Hot 100で9週連続首位を記録。また、同アルバムに収録された「Sex with Me」も彼が手掛けている。
2016年3月25日には、ドレイクをフィーチャーしたシングル「Come and See Me」をリリース。これは2ndアルバム『PartyNextDoor 3』（P3と略されることもある）に収録された。6月23日には、カイリー・ジェンナー、ビッグ・ショーン、ジェネイ・アイコらが出演するMVがSnapchatで公開された。
2016年6月15日、ジェレマイがLAのReal 92.3に電話出演し、パーティー・ネクスト・ドアとのコラボアルバム『Late Night Party』の計画を発表。7月2日には、ジェレマイとリル・ウェインをフィーチャーした「Like That」をOVO Sound Radioで公開した。7月21日には、アルバム『PartyNextDoor 3』の発売日を8月12日に設定し、セカンドシングル「Not Nice」を発表。同年、ジェレマイとのツアーを行い、コラボプロジェクトを準備していた。
2017年6月4日、事前告知なしでEP『Colours 2』をリリース。各曲のMVを制作せず、6月12日に全4曲を繋いだショートフィルムを公開するというサプライズを行った。9月29日には、EP『Seven Days』を発表し、ホールジーとリック・ロスがゲスト参加した。
2019年12月、2年の活動休止を経て、シングル「The News」と「Loyal（feat. Drake）」を発表。これらは、アルバム『Partymobile』のリードシングルとしてリリースされ、当初2020年2月に発売予定とツイートされたが、延期され、最終的に3月27日にリリースされた。「Loyal」のリミックス版にはバッド・バニーが参加し、オリジナル版のドレイクも引き続きフィーチャーされた。
2020年10月15日、突如7曲入りのEP『Partypack』のリリースを発表。翌日に公開され、2014年の未発表曲「Persian Rugs」などが収録された。

### 2021年 - 現在:PartyNextDoor、Some Sexy Songs 4 U
2021年1月29日、彼は2014年のEP『Colours』を初めてストリーミングサービスに公開した。これには、2017年に『Colours 2』としてリリースされた4曲の追加トラックも含まれている。
2023年10月6日、彼はドレイクのアルバム『For All the Dogs』の14曲目「Members Only」にゲスト出演した。この曲はBillboard Hot 100で24位に初登場し彼にとって3度目のチャート入りとなった。
2024年4月26日、PartyNextDoorは待望のスタジオアルバム『PartyNextDoor 4』をリリースし、カナダアルバムチャートで13位、Billboard 200で10位を記録し、初週に37,000枚を売り上げた。このアルバムには「Her Old Friends」、「Resentment」、「Real Women」、「Lose my Mind」などのシングルが先行リリースされていた。アルバムのリリース後、彼はカナダとアメリカで24公演の『Sorry, I’m Outside』ツアーを開始した。その後、このツアーはイギリスをはじめとするヨーロッパに拡大し、15公演が追加された。
2024年11月4日、パーティー・ネクスト・ドアは2015年のシングル「Dreamin」を、著作権の問題が解決した後、予告なしにリリースした。この曲は当初、発表されることはないと予告されていた。
2025年2月3日、彼とドレイクは共同スタジオアルバム『Some Sexy Songs 4 U』のリリースを発表し、2月14日にリリースされた。

## 音楽性

### 受けた影響
パーティー・ネクスト・ドアは、最初の音楽的影響として、Jodeci、ボーイズIIメン、ブラックストリート、112、イン・シンクを挙げている。『The Fader』とのインタビューで、これらのアーティストが父親によく流していた音楽であり、「112のスリムが僕の音楽をピッチアップさせた理由の一部だ。彼が年齢を重ねるにつれて、彼の声がとても若く感じられたから」と語った。さらに、パーティー・ネクスト・ドアの新しい音楽は、カリブ海の影響を強く受けたダンスホール音楽に大きな影響を受けている。

### 音楽スタイル
Brathwaiteの音楽は、人間関係やセックスに関するテーマを扱うことが多く、「薬物使用、歪んだボーカル、そして陰鬱なサックスリフ」が特徴である。『The Fader』とのインタビューでは、彼が登場した当時のトロントの音楽は「暗い感じがあった」と振り返り、その暗さを逆手に取って、「色を大切にしている」と語っている。彼は、「暗い曲をサンプリングして、次には完全にセクシャルな曲に変える」ような手法を取っていたとも語っている。

## ディスコグラフィ

### スタジオ・アルバム
- PartyNextDoor Two （2014年）
- PartyNextDoor 3（2016年）
- Partymobile（2020年）
- PartyNextDoor 4 （2024年）

### コラボレーション・アルバム
- Some Sexy Songs 4 U (with ドレイク) (2025年)

## 受賞歴
| 年   | 賞                                     | 部門                                                | ノミネート作品                      | 結果       |
| ---- | -------------------------------------- | --------------------------------------------------- | ----------------------------------- | ---------- |
| 2016 | Mobo Awards                            | Best International Act                              | 彼自身                              | ノミネート |
| 2017 | 第59回グラミー賞                       | Best R&B Song                                       | 「Come and See Me」 (with ドレイク) | ノミネート |
| 2017 | 第59回グラミー賞                       | Album of the Year                                   | 『Views』 (客演アーティストとして)  | ノミネート |
| 2017 | MTVU Woodie Awards                     | Songwriter of the Year                              | 彼自身                              | 受賞       |
| 2017 | ジュノー賞                             | R&B/Soul Recording of the Year                      | 『PartyNextDoor 3』                 | ノミネート |
| 2017 | Canadian Radio Music Awards            | Best New Group or Solo Artist: Dance/Urban/Rhythmic | 「Not Nice」                        | ノミネート |
| 2017 | Billboard Music Awards                 | Top R&B Collaboration                               | 「Come and See Me」 (with ドレイク) | ノミネート |
| 2017 | ビルボード・ミュージック・アワード2017 | Best New Canadian Artist                            | 彼自身                              | 受賞       |
| 2017 | Secret Genius Awards                   | Secret Genius: R&B                                  | 彼自身                              | 受賞       |
| 2024 | The Black Academy                      | Artist of the Year                                  | 彼自身                              | 受賞       |
| 2024 | iHeartRadio Much Music Video Awards    | TikTok Bop of the Year                              | 「Her Way」                         | ノミネート |
| 2024 | NMPA                                   | Top Artist-Songwriter                               | 彼自身                              | 受賞       |